# Ударная авиация
Ударная авиация — часть военной авиации, способная наносить удары (т.е. поражающее воздействие) по группировкам войск противника, важным военным и промышленным и объектам.

## Состав
- Истребительно-бомбардировочная авиация
- Штурмовая авиация
- Бомбардировочная авиация
- Противолодочная авиация
- Ударные боевые вертолёты

К ударной авиации не относится вся истребительная авиация, как средство защиты от нападения противника, и воздушные суда обеспечения боевых действий — разведывательные, РЭБ, связи, управления, снабжения и проч. 